# Joe Schlesinger
Josef „Joe“ Schlesinger, CM (* 11. Mai 1928 in Wien, Österreich; † 11. Februar 2019) war ein kanadischer Journalist, Auslandskorrespondent und Autor österreichischer Abstammung.

## Leben und Wirken

### Kindheit und Flucht
Josef Schlesinger wurde am 11. Mai 1928 als Sohn von Emmanuel und Lilli Schlesinger (geborene Fischl) in Wien geboren. Seine Kindheit verbrachte er im nahen Bratislava in der damaligen Tschechoslowakei, wo seine Eltern ein Geschäft für Reinigungsutensilien betrieben. Während der Zerschlagung der Tschechoslowakei in den Jahren 1938 und 1939 wurde er zusammen mit seinem jüngeren Bruder, dem neunjährigen Ernest, genannt Ernie, von seinen Eltern über einen von Nicholas Winton organisierten Kindertransport nach England geschickt. Die Flucht begann für die beiden zusammen mit rund 200 anderen Kindern unter 17 Jahren am 30. Juli 1939 in Prag und führte mit dem Zug durch Deutschland und die Niederlande sowie in weiterer Folge mit dem Schiff nach Dover in England. Die zurückgebliebenen Eltern fielen dem Holocaust, vermutlich im KZ Auschwitz, zum Opfer. Im März 1942 hatte das Brüderpaar den letzten Brief seiner Eltern erhalten. Darin meinten diese, dass sie von den Nationalsozialisten „umgesiedelt“ werden würden.

### Berufliche Laufbahn
Seine Laufbahn als Journalist begann Schlesinger nach dem Ende des Zweiten Weltkriegs, als er unter anderem im Jahre 1948 als Übersetzer im Prager Büro von Associated Press arbeitete. Aufgrund der Machtübernahme durch die Kommunisten im Zuge des Februarumsturzes, als die neue Regierung begann unangenehme Journalisten zu verhaften, war er abermals gezwungen die Tschechoslowakei zu verlassen. Dafür bezahlte er einen Fluchthelfer, der ihn und seine damalige Freundin an einen Grenzort zu Österreich brachte. Von dort flohen die beiden über einen zugefrorenen Fluss in Schlesingers eigentliches Geburtsland. Über Österreich kam er daraufhin im Jahre 1950 nach Kanada, wo sein Bruder bereits einige Zeit lebte. Nachdem er hier anfangs Gelegenheitsarbeiten nachging, schrieb er sich an der University of British Columbia ein und betrat aus Neugierde die Büros der Studentenzeitung The Ubyssey, wo er, wie er in seinen Memoiren schrieb, „seine neue Heimat fand“. Über die Studentenzeitung fand er daraufhin zur Vancouver Province, wo er sich mit seinen Fähigkeiten in der Berichterstattung auf die Bereiche Verbrechen und Kriminalität spezialisierte. Hierbei fiel er mehrfach besonders auf; so unter anderem, als er von einem Hotelraub berichtete und die Journalistenkonkurrenz dadurch ausstach, indem er den Rezeptionisten des Hotels auf Tschechisch befragte, nachdem er zuvor dessen Dialekt erkannt hatte. Kurzzeitig war er auch für die Toronto Daily Star journalistisch tätig.
Da er sich in Vancouver parochial und in seinem Wirken eingeschränkt fühlte, reiste Schlesinger wieder nach Europa, um als Auslandskorrespondent vom dortigen Geschehen zu berichten. In London schrieb er für die United Press International; in Paris für die Zeitung International Herald Tribune. Während er sich in Frankreich aufhielt, traf er hier bei einer Dinnerparty Myra „Mike“ Eileen Kemmer (1928–2001), eine Beamtin im Auslandsdienst der Vereinigten Staaten (englisch Foreign Service Officer in the United States Foreign Service). Aus der anfänglichen Romanze wurde eine Ehe, aus der zwei Töchter hervorgingen. Im Jahre 1966 zog die Familie nach Toronto, wo der Journalist Bill Cunningham – Schlesinger hatte zuvor einige Jahre lang mit einem gleichnamigen Kollegen bei der Vancouver Province zusammengearbeitet – Schlesinger zum Fernsehen und hierbei mit CBC Television in Verbindung brachte. Cunningham war zu dieser Zeit gerade dabei den Nachrichtendienst des Senders umzugestalten und setzte Schlesinger anfangs als ausländischen Redakteur und Nachrichtensprecher, um die Weltnachrichten im Fernsehen zu sprechen, ein. Dort fiel er anfangs vor allem durch seinen starken tschechischen Akzent auf, was jedoch, laut Cunningham, auch der Grund war, warum er vom Publikum so positiv angenommen wurde. Die Gravitas, die in späteren Jahren mit Schlesinger assoziiert wurde, steht in einem kompletten Kontrast zu seinem On-Air-Debüt. Um autoritärer zu wirken, bestand Schlesinger in der Anfangszeit darauf, bei seinen Sendungen eine Brille zu tragen, obwohl er diese gar nicht benötigt hätte.
1970 zog Schlesinger nach Hongkong, wo er als Fernost-Korrespondent von CBC tätig war. Als einer der ausländischen Journalisten berichtete er über die Ping-Pong-Diplomatie, die Chinas Isolation im Jahre 1971 beendete und eine politische Annäherung an die Vereinigten Staaten und den Westen an sich ermöglichte. Im Jahre 1972 berichtete er von einem weiteren Putsch, während der Oster-Offensive in Vietnam, aus dem belagerten An Lộc, nachdem er zuvor noch einen Hubschrauberflug mit südvietnamesischen Fallschirmjägern unternommen hatte. 1974 wurde der gebürtige Österreicher nach Paris entsandt, blieb jedoch weiterhin ein peripatetischer Journalist, der ein breitgefächertes Aufgabengebiet abdeckte und sowohl Brigitte Bardot interviewte, als auch von der Iranischen Revolution berichtete. Des Weiteren berichtete er von einem Besuch von Papst Johannes Paul II. im KZ Auschwitz, in dem einst Schlesingers Eltern umgekommen sein sollen. Von dort äußerte er sich wütend über die Verlogenheit und Pietätlosigkeit der Organisatoren, die direkt an der berüchtigten Entladerampe das Mittagessen servierten. Im Jahre 1979 wechselte der eingebürgerte Kanadier in das Washingtoner Büro von CBC, wo er abermals ein breitgefächertes Aufgabengebiet übernahm.
Im Jahre 1988 besuchte er als Reporter seine einstige Heimat, wobei er in der Tschechoslowakei eine politisch aufgeheizte Atmosphäre wahrnahm. Ein Jahr später war er jedoch Zeuge der Samtenen Revolution, die einen politischen Systemwechsel der Tschechoslowakei vom Realsozialismus zur Demokratie mit sich brachte. Nach dem Kalten Krieg zog es Schlesinger in ein anderes Kriegsgebiet, als er von Saddam Husseins geführter Invasion irakischer Truppen in Kuwait und dem Beginn des Golfkriegs berichtete. Nach dem Beginn der Bodenoffensive Desert Storm im Jahr 1991 erhielt CBC einen Platz in einem Konvoi, der Journalisten an die Grenze zwischen Saudi-Arabien und Kuwait bringen sollte. Da nur ein einziger Platz für CBC reserviert war, entschieden Schlesinger und sein langjähriger Auslandskollege Brian Stewart per Münzwurf, wer den besagten Platz erhalten sollte. Die Wahl fiel auf den 14 Jahre jüngeren Stewart, der daraufhin nach Kuwait einreiste. Bei seiner Rückkehr entdeckte dieser unter den anwesenden Reportern, die wild mit der Militärpolizei diskutierten, seinen älteren Kollegen, einen Mann mit grauen Haaren und Stock, der ebenfalls versuchte nach Kuwait zu kommen. In späteren Interviews meinte Schlesinger allerdings, dass er zu diesem Zeitpunkt bereits entschieden hatte, dass dies sein letzter Kriegsschauplatz in seiner Karriere sein sollte, und er den weitaus jüngeren Kollegen den Vortritt lassen wolle. In den turbulenten Tagen nach einer abermals gescheiterten Änderung der kanadischen Verfassung, dem Meech Lake Accord, wurde Schlesinger leitender politischer Korrespondent von CBC in Ottawa. Im Jahre 1990 veröffentlichte er seine Autobiographie mit dem Titel Time Zones: a Journalist in the World, die ein Bestseller wurde.

### Ruhestand und Ehrungen
1994 ging Schlesinger, mittlerweile 66-jährig, in den Ruhestand und kehrte nach Toronto zurück, trug jedoch weiterhin regelmäßig Berichte für CBC bei. Bis kurz vor seinem Ableben veröffentlichte er noch regelmäßig Artikel auf der Webpräsenz von CBC. Außerdem trug er großen Anteil am Öffentlichmachen von Nicholas Wintons guten Taten rund um den Kindertransport. Hierzu trug auch das bereits erwähnte Dokudrama aus dem Jahr 2011, bei dem die beiden in Erscheinung traten, bei. Über 70 Jahre nach seiner Flucht war Schlesinger an der Seite seines Retters Nicolas Winton im preisgekrönten Dokudrama Sir Nicky – Held wider Willen von Regisseur Matej Mináč zu sehen.
Für sein journalistisches Wirken wurde Schlesinger zeitlebens vielfach geehrt; eine große nennenswerte Ehrung war unter anderem die Verleihung der Order of Canada in dritter Stufe Members of the Order of Canada (CM) im Jahre 1994. Weitere nennenswerte Nominierungen bzw. Auszeichnungen sind seine 18 Gemini-Award-Nominierungen, von denen er drei gewann (Best Reportage 1987 und 1992, sowie Best News Magazine Segment 2004), sowie die Verleihung des John Drainie Award im Jahre 1997. Zehn Jahre zuvor erhielt er unter anderem den Gordon Sinclair Award in der Kategorie Best Performance by a Broadcast Journalist.
2009 wurde er von Canadian Journalism Foundation für seine journalistisches Lebenswerk (Lifetime Achievement Award) geehrt. Am 7. Juni 2010 erhielt er die Ehrendoktorwürde (Honorary Doctorate of Laws) der Queen’s University in Kingston und hielt eine Rede vor einem Teil der Abschlussklasse 2010 der Queens’ Faculty of Arts and Sciences. Fast auf den Tag genau ein Jahr später wurde ihm am 8. Juni 2011 die Ehrendoktorwürde (Honorary Doctorate of Letters) der University of Alberta in Edmonton verliehen, wobei er auch hier im Anschluss eine Rede vor einem Teil der Abschlussklasse 2011 der Faculty of Arts hielt. Weitere Ehrendoktorwürden erhielt Schlesinger von der University of British Columbia, dem Royal Military College of Canada, der Dalhousie University und der Carleton University. 2016 wurde er in die CBC Hall of Fame aufgenommen.
Am 11. Februar 2019 starb Schlesinger nach längerer Krankheit im Alter von 90 Jahren und hinterließ seinen Bruder Ernest, seine Lebensgefährtin Judith Levene, mit der er seit 2009 zusammenlebte, sowie die zwei gemeinsamen Töchter mit seiner Ehefrau. Seine letzte Ruhestätte befindet sich an der Seite seiner 2001 an Krebs verstorbenen Frau am Graceland Cemetery in Clintonville, Wisconsin.